# Выборы мэра Москвы (1999)
Выборы мэра Москвы 1999 года — выборы, состоявшиеся 19 декабря 1999 года на территории города Москвы. По их результатам в первом туре с 69,2 % голосов избирателей одержал победу тандем Юрия Лужкова (на должность мэра) и Валерия Шанцева (на должность вице-мэра).

## Проведение
В июне 1999 года Московская городская дума сократила срок полномочий мэра и вице-мэра Москвы, избранных 16 июня 1996 года на четырёхлетний срок до 16 июня 2000 года. По существующему на тот момент законодательству дата выборов мэра и вице-мэра Москвы должна была быть объявлена не позднее чем за 90 дней до даты выборов (19 сентября 1999 года) и согласована с действующим мэром. Действующий мэр Юрий Лужков письменно подтвердил своё согласие о назначении выборов на 19 декабря.
7 июля 1999 года Московской городской думой был принят закон города Москвы № 22 «О выборах депутатов Московской городской Думы, Мэра и Вице-мэра Москвы и советников районного Собрания в Москве», которым была установлена законодательная база предстоящих выборов.
17 сентября 1999 года действующий мэр Москвы Юрий Лужков официально сообщил о намерении баллотироваться на пост мэра, назвав своим кандидатом на пост вице-мэра Валерия Шанцева. Оппозиционные силы Лужкову в Кремле и правые, представленные Союзом правых сил, выставили альтернативного Лужкову кандидата в лице бывшего премьер-министра России Сергея Кириенко.
19 ноября был утверждён окончательный список кандидатов в мэры, в который вошли пенсионер Владимир Воронин, правозащитник из Казани Дмитрий Бердников, бывший премьер-министр России Сергей Кириенко, действующий мэр Москвы Юрий Лужков, управляющий делами президента России Павел Бородин, депутат Государственной Думы от ЛДПР Алексей Митрофанов, депутат Государственной Думы Владимир Семаго, предприниматель Евгений Мартынов, заместитель председателя Комитета по здравоохранению Москвы Иван Лешкевич, председатель общественного движения «Национально-патриотический фронт „Память“» Дмитрий Васильев и директор торгового предприятия Владимир Киселёв.
В процессе избирательной кампании сняли свои кандидатуры Владимир Семаго (в пользу Юрия Лужкова) и Иван Лешкевич. Дмитрий Бердников снят с регистрации из-за партнера кандидата в вице-мэры.
Первый тур выборов состоялся 19 декабря 1999 года. Явка избирателей составила 66 %.

## Результаты выборов
| Место                      | Кандидаты                  | Кандидаты                  | Голоса    | %      |
| Место                      | В мэры                     | В вице-мэры                | Голоса    | %      |
| -------------------------- | -------------------------- | -------------------------- | --------- | ------ |
| 1.                         | Юрий Лужков                | Валерий Шанцев             | 3 174 658 | 69,9   |
| 2.                         | Сергей Кириенко            | Вячеслав Глазычев          | 510 958   | 11,3   |
| 3.                         | Павел Бородин              | Леонид Трошин              | 273 026   | 6,0    |
| 4.                         | Евгений Мартынов           | Сергей Серёгин             | 128 404   | 2,8    |
| 5.                         | Дмитрий Васильев           | Александр Нетесов          | 47 067    | 1,0    |
| 6.                         | Алексей Митрофанов         | Андрей Брежнев             | 27 528    | 0,6    |
| 7.                         | Владимир Воронин           | Светлана Савинова          | 18 564    | 0,4    |
| 8.                         | Владимир Киселёв           | Валерий Киреев             | 8944      | 0,2    |
| Против всех                | Против всех                | Против всех                | 254 013   | 5,6    |
| Недействительные бюллетени | Недействительные бюллетени | Недействительные бюллетени | 98 974    | 2,2    |
| Всего                      | Всего                      | Всего                      | 4 542 136 | 100,00 |